# Saint-Loup-en-Champagne
Saint-Loup-en-Champagne – miejscowość i gmina we Francji, w regionie Grand Est, w departamencie Ardeny.
Według danych na rok 1990 gminę zamieszkiwało 217 osób, a gęstość zaludnienia wynosiła 14 osób/km².

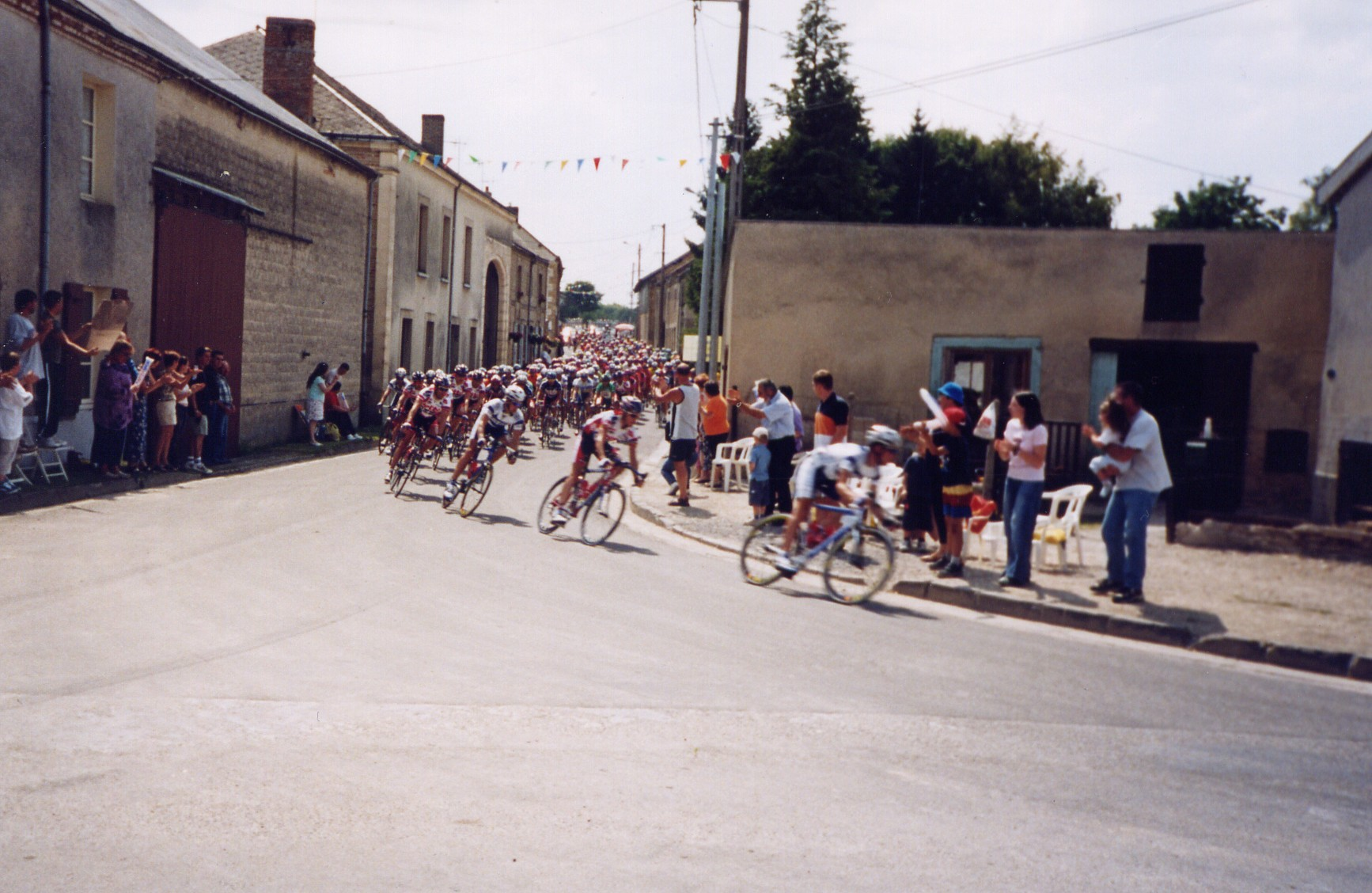
Wyścig kolarski Tour de France 2003 w Saint-Loup-en-Champagne